# 8-Hydroksychinolina
8-Hydroksychinolina – organiczny związek chemiczny, pochodna chinoliny, w której do ósmego atomu węgla, na miejsce wodoru, została podstawiona grupa hydroksylowa. Jest preparatem stomatologicznym posiadającym właściwości antyseptyczne, używanym do dezynfekcji jamy ustnej.